# Бжезіни (гміна Галевіце)
Бжезіни (пол. Brzeziny) — село в Польщі, у гміні Галевіце Верушовського повіту Лодзинського воєводства.
У 1975-1998 роках село належало до Каліського воєводства.